# Santiago del Río
Santiago del Río är en kommun i Mexiko.   Den ligger i delstaten Oaxaca, i den sydöstra delen av landet, 250 km söder om huvudstaden Mexico City. Antalet invånare är 543.